# William Sigei
William Cheruiyot Sigei (né le 11 octobre 1969 près de Bomet au Kenya) est un ancien coureur de fond kenyan. Il fut à deux reprises champion du monde de cross-country, en 1993 et 1994. Il fut également détenteur du record du monde du 10 000 mètres avec un temps 26 min 52 s 23 établi à Oslo en 1994.

## Palmarès

### Championnats du monde de cross-country
- Championnats du monde 1993 à Amorebieta,  Espagne
  -  Médaille d'or du cross long
- Championnats du monde 1994 à Budapest,  Hongrie
  -  Médaille d'or du cross long